# آنیتا موین
آنیتا موین (انگلیسی: Anita Moen؛ زادهٔ ۳۱ اوت ۱۹۶۷) اسکی‌باز صحرانوردی اهل نروژ است.